# Tonalá kommun, Jalisco
Tonalá är en kommun i Mexiko.   Den ligger i delstaten Jalisco, i den centrala delen av landet, 400 km väster om huvudstaden Mexico City.
Följande samhällen finns i Tonalá:
- Tonalá
- Centro de Readaptación Social
- Puente Grande
- Coyula
- Paseo Puente Viejo
- Mismaloya
- Paseo de las Cañadas
- Colonia Guadalupana
- Residencias el Prado
- Los Amiales
- Nuevo Israel
- El Moral
- El Ocotillo
- El Tepame
- Colonia Bosques del Sol